# Lijst van personages uit Blackadder
Dit is een lijst van personages uit de Britse serie Blackadder. Meerdere van deze personages zijn afstammelingen van elkaar.

## The Blackadder

### Lord Percy Percy (middeleeuwen)
Percy (Tim McInnerny) is de hertog van Northumberland, en een van de vrienden van prins Edmund, alias The Black Adder. Hij vergezelt Edmund en Baldrick op al hun reizen. Op een gegeven moment wordt hij bisschop. Percy is rond deze tijd ook van mening dat hij een vingerbotje bezit dat van Jezus is, totdat Baldrick het tegendeel bewijst.
Percy is duidelijk de domste van het drietal. In de laatste aflevering vergiftigt hij de gehele wijnvoorraad van het kasteel om Blackadder te redden van een groep moordenaars, maar roeit zo de hele koninklijke familie uit inclusief Blackadder.

### Koning Richard IV
Richard de Vierde van Engeland (Brian Blessed) is in de eerste reeks de koning van Engeland na de dood van Richard III van Engeland. Hij is getrouwd met een buitenlandse prinses genaamd Gertrude van Vlaanderen, en samen hebben ze twee zonen: prins Harry en prins Edmund, alias The Black Adder. Richard IV heeft Harry duidelijk hoger in aanzien, en herinnert zich doorgaans niet dat Edmund ook zijn zoon is.
Richard werd tot koning gekroond nadat Edmund per ongeluk Richard III had gedood omdat hij hem aanzag voor een paardendief. Koning Richard IV zou volgens de serie Richard van Shrewsbury zijn. (Een van de neefjes van Richard III, in werkelijkheid vermoord en overigens te jong om in 1485 al volwassen te zijn.)
Richard wordt samen met de rest van het hof per ongeluk vergiftigd in de laatste aflevering van de reeks. Waarschijnlijk neemt Hendrik VII hierna de troon in, waarop hij de regering van Richard IV uit de kronieken verwijdert.

### Koningin Gertrude
Gertrude van Vlaanderen (Gertrude of Flanders) is de vrouw van Richard IV, en de moeder van de prinsen Harry en Edmund. Ze is tevens koningin van Vlaanderen (dat in werkelijkheid een graafschap was). Ze heeft niet echt een goed huwelijk met Richard, en had ooit een affaire met een Schot. Mogelijk was deze Schot Edmunds echte vader.
Later in de reeks blijkt ze zelf een goedaardige heks te zijn. Met haar magie redt ze Edmund van de brandstapel.
In de laatste aflevering sterft ze samen met de rest van het hof door vergiftiging.

### Prins Harry
Harry is de oudste zoon van Richard en Gertrude, en de (half)broer van Edmund.
Harry is duidelijk zijn vaders lieveling. Hij is tevens in tegenstelling tot Edmund aardig tegen het gewone volk. Zijn broer is enorm jaloers op hem, en beraamt in elke aflevering een plan om zich van hem te ontdoen zodat hij zelf de troon kan erven. In de aflevering “Born to be king” wordt Harry al tijdelijk regent tijdens zijn vaders afwezigheid.
In de laatste aflevering van de reeks sterft Harry door vergiftiging.

## Blackadder II

### Lord Percy Percy (Tudor-tijdperk)
Percy (Tim McInnerny) is een nakomeling van de Lord Percy uit de eerste reeks. Hij is een handlanger van Lord Blackadder, en betrokken bij al diens plannen (of Blackadder dat nu wil of niet). Hij is zijn assistent als hoofdbeul, en stuurman aan boord van Blackadders mislukte scheepsreis naar Frankrijk. Percy probeert tevens alchemie te beoefenen. Blackadder lijkt hem liever kwijt dan rijk te zijn. Ofschoon Percy duidelijk een "upper class twit" (oftewel adellijke idioot) voorstelt, lijkt hij nog niet zo stom en onbegrijpend als Baldrick.
In de laatste aflevering wordt hij vermoord door Prins Ludwig.

### Queenie
De koningin (Miranda Richardson) is een karikatuur van de historische Elizabeth I van Engeland.
Deze versie van Koningin Elizabeth gedraagt zich erg kinderlijk, en heeft een kort lontje. Ze bedreigt de mensen aan haar hof regelmatig met de doodstraf. Ze is al bereid iemand ter dood te veroordelen omdat die persoon een mooiere neus heeft dan de hare. Ze lijkt ondanks haar gedrag gevoelens te hebben voor Lord Blackadder, maar deze komen in de serie nooit verder tot uiting dan wat geflirt. Ze houdt verder van dansfeesten en het schrijven van gedichten.
In de laatste aflevering van de reeks wordt gesuggereerd dat ze vermoord zou zijn door Prins Ludwig, die daarna vermomd als haar nog 37 jaar zou hebben geregeerd.
Behalve in de tweede reeks, wordt ze ook gezien in een flashback-scène uit de special “Blackadder’s Christmas Carrol” en de special “Blackadder: Back & Forth”.

### Lord Melchett
Melchett (Stephen Fry) is een Lord aan het hof van Koningin Elizabeth, en een rivaal van Blackadder. Hij staat bijna altijd rechts van de troon van de koningin, en is haar meest vertrouwde raadgever. Zijn rivaliteit met Blackadder resulteert geregeld in conflicten, zoals een drinkwedstrijd en het feit dat Melchett Blackadder wilde laten benoemen tot Lord High Executioner, een baan die niemand langer dan een week vol kon houden zonder vermoord te worden. In de laatste aflevering behoort hij ook tot de slachtoffers van prins Ludwig.
Lord Melchett wordt ook gezien in de special “Blackadder’s Christmas Carrol”, waarin Blackadder hem en de koningin zijn eigen doodvonnis laat tekenen zodat Blackadder al Melchetts bezittingen kan krijgen. In "Blackadder Back & Forth" verschijnt hij weer aan de zijde van de koningin en steunt hij haar overweging om Blackadder te onthoofden.

### Nursie
De voormalige verpleegster van de koningin (Patsy Byrne), die nu dienstdoet als een van haar raadgeefsters aan het hof. Ze is seniel en zet zichzelf geregeld voor schut door openlijk verhalen over de jeugd van de koningin te vertellen. Nursie is ongetrouwd. In de aflevering “Potato” accepteert ze een huwelijksaanzoek van Captain Redbeard Rum, maar hij wordt vermoord vóór de ceremonie. Ze beweert dat haar ware voornaam Bernard is. Net als alle andere hoofdfiguren wordt ook zij door prins Ludwig gedood.

### Bob (Kate)
Kate (Gabrielle Glaister) is een naïeve jonge vrouw die meedoet in de eerste aflevering van de reeks. Ze is ervan overtuigd dat haar moeder dood is, ondanks dat haar vader haar duidelijk vertelt dat ze ervandoor is gegaan met zijn broer. Ze neemt onder de naam Bob dienst als Blackadders huisknecht. Later maakt ze haar ware identiteit bekend en besluiten Blackadder en zij te trouwen. Ze gaat er echter in de laatste minuut met Lord Flashheart vandoor.

### Prins Ludwig de Onverwoestbare
Prins Ludwig (Hugh Laurie) is een Duitse prins en meester in vermommen. Hij komt voor in de laatste aflevering van de reeks. Hij is blijkbaar een oude bekende van Blackadder en Melchett. Hij neemt de twee gevangen, en veroordeelt hen ter dood tenzij ze hem helpen bij de koningin in de buurt te komen. Later probeert Blackadder Ludwig te vermoorden, maar hij faalt. Aan het eind van de aflevering blijkt Ludwig zich te hebben vermomd als koningin Elizabeth, en regeert het land verder in haar plaats.
Hoewel Hugh Laurie later een vaste rol in de series zou krijgen is Ludwig geen voorouder van zijn latere rollen.

### Lord Flashheart (Tudor-tijdperk)
Flashheart (Rik Mayall) is een arrogante edelman met een zwak voor alle vrouwen die hij tegenkomt. Hij komt voor in de eerste aflevering van de reeks. Hij wordt geïntroduceerd als de beste vriend en vertrouweling van Lord Blackadder. Hij flirt onder andere met de koningin, Nursie en zelfs met de als vrouw vermomde Baldrick. Uiteindelijk gaat hij er met Blackadders bruid vandoor en worden de twee vermoedelijk grote vijanden.

### Mrs. Miggins (Tudor-tijdperk)
De uitbater van een taartwinkel. Ze is een onzichtbaar personage, en dient als running gag in de reeks.

## Blackadder the Third

### Prins-regent George
Prins George (Hugh Laurie) is een karikatuur van George IV van het Verenigd Koninkrijk en een uitermate domme prins. Hij is in de derde reeks een soort vervanger van Lord Percy.
Zijn persoonlijkheid lijkt een combinatie van die van Lord Percy en Queenie. Hij is kinderlijk, opgeblazen en zelfzuchtig. Zelfs de simpelste dingen lijken hem moeite te kosten. Zo kostte het hem een week om een broek aan te trekken. Hij vertrouwt vooral sterk op zijn butler, Blackadder, om het werkt voor hem te doen.
Prins George wordt ook gezien in een flashback in “Blackadder’s Christmas Carrol”.

### Mrs. Miggins (Regency-tijdperk)
Mrs. Miggins (Helena Atkinson-Wood) is de uitbaatster van een koffiehuis, en een nakomelinge van de Mrs. Miggins uit de tweede reeks. In tegenstelling tot haar voorouder komt deze Mrs. Miggins wel in beeld. Blackadder is een vaste klant in haar zaak, ondanks dat hij haar koffie naar niks vindt smaken. Haar koffieshop wordt altijd bezocht door mensen die centraal staan in een bepaalde aflevering, zoals acteurs, Fransen of dichters. Ze verkoopt net als haar voorouder taarten.
Mrs. Miggins lijkt een oogje te hebben op Blackadder, maar hij beantwoordt haar liefde niet.
Aan het eind van de serie verlaat ze het koffiehuis om een relatie te beginnen met Blackadders Schotse neef MacAdder.

## Blackadder Goes Forth

### Generaal Sir Anthony Cecil Hogmanay Melchett
Melchett (Stephen Fry) is een Britse generaal, en een nakomeling van Lord Melchett uit de tweede reeks. Deze Melchett lijkt in vrijwel niets op zijn voorouder: hij is dom, onbeleefder en maakt geregeld blatende geluiden. Hij probeert het moreel van de soldaten geregeld wat omhoog te brengen voor de aankomende veldslag met behulp van onder andere een Charlie Chaplin-film. Ook kan hij niet goed overweg met Blackadder.
Generaal Melchett lijkt niet te beseffen hoe uitzichtloos de Eerste Wereldoorlog is voor de soldaten in de loopgraven. Hij vertrouwt volkomen in de overwinning. Daar hij als generaal in zijn hoofdkwartier ver achter het front blijft, is hij het enige personage dat de serie overleeft.

### Bob Parkhurst
Bob (Gabrielle Glaister) is een nakomelinge van Bob uit de tweede reeks. Ze is de chauffeur van Generaal Melchett. Ze doet zich in de aflevering "Major Star" voor als een man daar al haar broers ook in het leger zitten, en ze zo ook in dienst kon. Melchett lijkt dit niet door te hebben. De aflevering erop verschijnt Bob weer, maar in een damesuniform. Flashheart noemt haar Bobbie en heeft weer een verhouding met haar.

### Lord Flashheart (Eerste Wereldoorlog)
(Rik Mayall.) Een nakomeling van de Lord Flashheart uit de tweede reeks. Hij is een Brits piloot, en heeft het bevel over een squadron. Hij kan aanvankelijk niet overweg met Blackadder, maar de twee worden uiteindelijk goede vrienden. Hij heeft opnieuw een affaire met Bob.

### Luitenant George Colthurst St. Barleigh MC
Een nakomeling van de Prins-Regent George. Hij is een Britse legerofficier die dient aan het front tijdens de Eerste Wereldoorlog. Hij heeft gestudeerd aan de Universiteit van Cambridge, net als Melchett.
George bezit vrijwel geen vaardigheden die in het leger vereist zijn. Ook heeft hij geen verstand van het aanvoeren of coördineren van een leger. Zijn hoge rang heeft hij puur aan zijn sociale status te danken. Hij is de ondergeschikte van kapitein Blackadder, en vormt voor hem een constante bron van ergernis. Hij is zich vaak niet bewust van wat er om hem heen gebeurt. Generaal Melchett is een vriend van Georges familie en kent hem persoonlijk. Ook George is zich volkomen onbewust van de hopeloosheid van de loopgravenoorlog en weigert zelfs een aanbod om eruit weg te komen. Zo komt het dat hij met Blackadder en Baldrick de loopgraven uit moet en waarschijnlijk sneuvelt.

### Kapitein Kevin Darling
(Tim McInnerny.) Een Britse legerkapitein, wiens achternaam (die letterlijk vertaald “lieveling” betekent) voor hem een voortdurende bron van ergernis is. Hij houdt zich vooral met administratief werk bezig. Hij is een rivaal van Blackadder, en de twee zitten elkaar geregeld dwars in de serie. Net als Blackadder is hij een van de weinigen die inziet hoe uitzichtloos en absurd de situatie is waarin ze zich bevinden. Pas in de laatste aflevering leggen de twee hun geschil bij wanneer ze samen de loopgraven uit moeten, iets wat ze zeker niet zullen overleven.
Media: Afleveringen · The Black Adder · Blackadder II · Blackadder the Third · Blackadder Goes Forth · speciale afleveringen

Personages: Blackadder · Baldrick · overig